# 瑞山里
瑞山里位於臺灣高雄市內門區，原為內南村的一部份，於1953年6月22日才分出，當時稱「瑞山村」，後來因2010年行政區改制而更名為里。瑞山之名的由來據說是因為此地有群山如羅漢一般守在二仁溪的兩岸，守住了內門的財富，為祥瑞之徵，故取名瑞山。該里西邊與北邊以二仁溪為界，由西至東與內東里、中埔里、觀亭里相鄰，東邊則接內南里，南邊則是田寮區的古亭里與鹿埔里。

## 聚落
- 下埔尾
- 大崎頭
- 田仔墘
- 長潭
- 下崁仔
- 馬頭山
- 蜘蛛墓仔
- 番仔埔

## 宗教信仰
- 埔尾天后宮：主祀天上聖母、法主公、福德正神[2]。
- 大崎頭龍安宮：主祀謝府太祖、福德正神[2]。
- 大崎頭白衣宮：主祀白衣神君[2]。
- 番仔埔謝元宮：主祀謝府元帥、福德正神[2]。
- 田仔墘一富宮：主祀天上聖母[2]。